# РУН-вера
РУ́Н-ве́ра («Родная украинская национальная вера»; укр. «Об’єднання Синів і Дочок України рідної Української Національної Віри», силенкоизм) — украинское неоязыческое новое религиозное движение, направление славянского неоязычества (родноверия), основанное украинским эмигрантом Львом Силенко (Лев Тигрович Орлигора).

## История
Во время Второй мировой войны Силенко вначале служил в Красной армии, затем оказался в немецком плену, откуда сумел бежать и весной 1942 года вернулся в Киев. Там он сотрудничал с украинской националистической газетой «Наше слово», деятельность которой вызвала подозрения у гестапо. В результате все работники газеты были арестованы и погибли. Только Силенко неизвестным способом удалось выйти на свободу. Он уехал из Киева вначале на Западную Украину, затем — в Германию.
В Аугсбурге (Германия), встретился с Ю. Г. Лисовым, затем они оба познакомились с первым идеологом украинского родноверия Владимиром Шаяном, сотрудничавшим с УПА, и его неоязыческие идеи оказали на них сильное влияние. В 1945 году в Аугсбурге, Шаян создал религиозно-политический «Орден рыцарей Бога Солнца», который, как он надеялся, станет подразделением УПА в борьбе с вторгшейся Красной Армией. Среди членов ордена был и Силенко, которого Шаян инициировал с именем Орлигора. Позднее Шаян и Лисовой переехали в Англию, а Силенко — в Канаду.

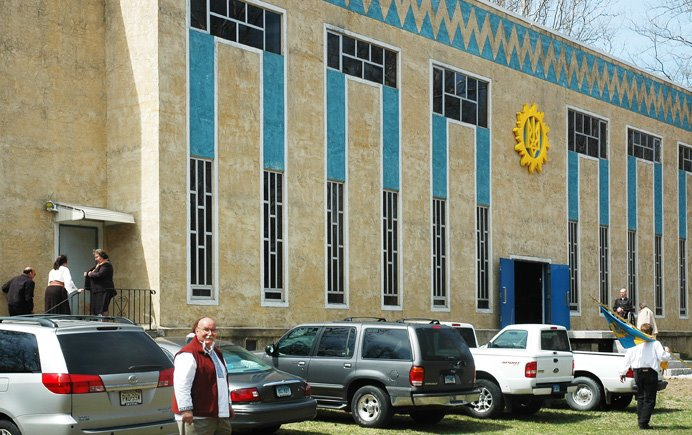
Храм Матери Украины в Спринг Глен, Нью-Йорк, США

В Канаде усиленно изучал религии Востока, прежде всего индуизм, и с 1964 года начал проповедовать в украинских эмигрантских общинах США и Канады собственное учение, которое он называл «украинской родной верой» с единым Дажьбогом во главе. В том же 1964 году в Чикаго (США) он основал нативистскую (неоязыческую) общину и церковь «РУН-вера», зарегистрированную в 1966 году. В 1979 году Силенко дописал книгу «Мага Вира» — священную книгу «РУН-веры» о вере и истории «ориан-украинцев» («арийцев-украинцев»), создателей самой древней и могущественной цивилизации. Силенко приобрёл большой участок земли в Спринг Глен (штат Нью-Йорк), назвал его «Орияной» и построил там храм  Матери Украины — Арианы. В создании этого религиозного течения принимали активное участие Михаил и София Чумаченко — родители Катерины Ющенко, супруги бывшего Президента Украины. Затем появились общины в ряде других штатов, а также в Канаде, Австралии, Англии, Германии, Новой Зеландии.
Пути Шаяна и Силенко разошлись к 1970-м годам, и они стали представителями двух конкурирующих направлений на славянском неоязычестве. Учение Силенко отличается от учения Шаяна более монотеистическим характером. Соперничество привело к противоречивым сообщениям о связях Шаяна и Силенко. Источники, связанные с РУН-верой Силенко, утверждают, что Силенко никогда не был учеником Шаяна.
На первом Соборе членов Церкви, проходившем в Чикаго в 1972 году, были приняты основные документы, регламентирующие внутреннюю жизнь объединения, среди них — «Семь законов правильной жизни» и «Святые заповеди».
В настоящее время организация имеет отделения в Канаде, США, Великобритании и Австралии. В Украине первая община РУН-веры была зарегистрирована в сентябре 1991 года. В 1992 зарегистрировано объединение «Церковь Верных Родной Украинской Вере (РУНВера)» в качестве особой конгрегации. В октябре 2000 года в Виннице состоялся съезд, который принял решение о создании Всеукраинского религиозного объединения — Собора Родной Украинской Веры.
Центр движения РУН-веры — собор святой матери Украины, находится в США, в городе Спринг Глен (штат Нью-Йорк).

## Численность
На 1 января 2007 года на Украине было зарегистрировано 47 религиозных общин РУН-веры, ещё 2 были не зарегистрированы. Наибольшее количество общин было в следующих регионах: Киев — 11, Полтавская область — 6, Львовская, Черкасская и Одесская область — по 4 общины. Количество священнослужителей составило 42 человека.
В 2008 году газета «Дело» оценивала численность адептов РУН-веры до 500 человек. По данным Министерства культуры Украины, на 1 января 2018 года из 32 506 действующих зарегистрированных религиозных организаций Украины 136 (0,42 %) принадлежали к новым религиозным организациям языческого направления, в том числе 74 — к РУН-вере.

## Учение

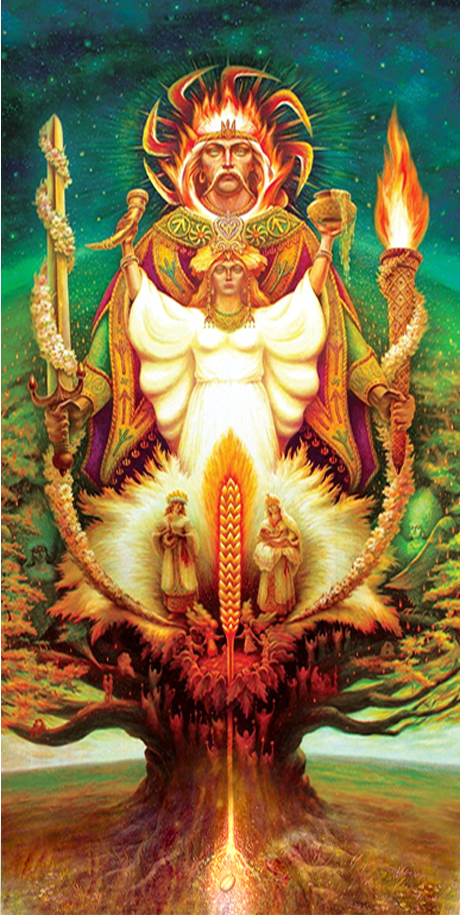
Мировое древо, Виктор Крыжановский

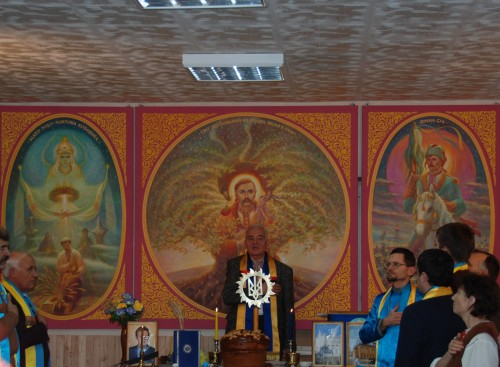
Ритуал в храме

Доктрина РУН-веры изложена в сочинении Льва Силенко «Мага-вера» или «Маха-вера» (укр. «Мага Віра»). Сам он считается пророком. Основные тезисы сочинения сводятся к отрицанию христианских ценностей, которые трактуются как чуждые украинскому народу, насильственно навязанные ему внешними силами. При этом, по его утверждению, он реформировал «многобожную веру предков» в веру в Единого Бога — Дажбога.
Символом религии был избран тризуб, восходящий к «княжескому трезубцу», чеканившемуся на сребренниках и златниках киевских князей, в обрамлении солнечных лучей, интерпретируемый как символ Дажбога, называют его Трисутью (аналог санскритского термина — Трисутта). Три сути — Явь, правь и навь: Нав (духовное бытие), Яв (явное, материальное бытие) и Прав (правила духовного и материального бытия).
Силенко скомбинировал своё религиозное учение на основе фрагментов славянского язычества, идей из «Велесовой книги», соединив их с наследием индоарийской ведической традиции. Силенко называл своё учение монотеистическим. Содержание учения впервые было изложено им в краткой форме в поэме «Мага Врата» (1969) и полностью издано в объёмном историософском произведении «Мага Вира» («Великая вера») в 1979 году. В этой книге он ставит целью реформирование «древней политеистической веры Русов» в «монотеистическую религию современного образца, во главе с Дажьбогом». Христианство для Силенко — религия рабов, повлёкшая для Украины «горькую судьбу колонизированной страны». Книга прославляет украинскую культуру, язык («язык аристократов всего мира») и истории. Значение придаётся принципу крови: «Дети, важно не где вы родились, а кто вас родил». Вводится национальное единобожие, вера в Дажбога, создателя всего сущего. Автор писал, что древнейшие люди на земле появились в Украине.
Украина представлена и прародиной индоевропейцев, формирование которых Силенко относил ко времени 25 тысяч лет назад. Он называл их «ориане» (Украину — «Орианой»), поскольку «Адольф Гитлер… скомпрометировал слово „ариец“». Индоевропейцы принадлежали не к «индогерманской», а к «индоукраинской расе». На Украине в рамках «мезинско-трипольской культуры» впервые сложилась вера в умирающего и воскресающего бога, а также культ Богини-Матери. Здесь же возник первый протоалфавит, затем распространившийся по всему свету. «Трипольцами-украинцами» был создан древнейший в мире календарь, позднее возникло первое земледелие, была одомашнена лошадь и создан колёсный транспорт, позволивший местным обитателям широко расселиться по планете. Все эти изобретения «трипольцы-украинцы» распространили по всему миру. Санскрит представлен священным источником всех индоевропейских языков и «исконным языком белой расы», а украинский язык — ближайшим дочерним ответвлением санскрита. Выходцами с Украины и ближайшими родичами индоевропейцев, по Силенко, являлись шумеры и гиксосы, ответвления трипольской культуры. Он искал в шумерском языке украинские и санскритские корни, считая, что «ранний санскрит» был «языком трипольцев, то есть древнейших украинцев». Автор составил словарь «украинско-санскритского языка», в то же время отрицая близкое родство между русским и украинским. В других местах автор писал, что шумеры, древние украинцы, киммерийцы, митаннийцы, касситы, персы, гуттии относились к «орианам», прямым наследникам трипольской культуры. В отдельных местах он отождествлял древних украинцев с трипольцами и утверждал, что уже в период трипольской культуры земледельцы-украинцы назывались «русью». В числе древних названий украинцев он называл такие, как «ории, кимеры (шумеры), хетты (скифо-сарматы), анты», и считал казаков потомками скифов, легендарных амазонок отождествлял с «украинками (русичками)». Этрусков и пеласгов он также рассматривал как выходцев с Украины. Отождествляя пеласгов с филистимлянами, он тем самым давал понять, что древние украинцы стояли также и у истоков палестинской культуры. Силенко упрекал историков в том, что они скрывают правду о шумерской цивилизации — о том, что пришлые семиты изгнали шумеров из Месопотамии и присвоили себе все их великие культурные достижения. Шумерам пришлось бежать и частью они вернулись «в раздольные степи своих предков», на Украину-Киммерию, и именно от них происходят современные украинцы.
«Ориане» изображены великими землепроходцами и колонизаторами. В Индии они покорили «монгольские племена», а на Среднем Востоке — семитские. Завоеватели Египта и Ханаана, гиксосы, были «русами» из Северного Причерноморья, они основали Иерусалим, изначально называвшийся «Руса салем». «Ориане» несли с собой религию Вед, сформировавшуюся ещё в Северном Причерноморье и на берегах Днепра, причем основы ведийской культуры, по Силенко, сложились 10—12 тысяч лет назад. Религия «ориан» представлена предковой для всех мировых религий. Утверждается, что если бы не Веды, не появилось бы Заратуштры и Будды, а без них не было бы почвы для возникновения иудаизма, христианства и ислама. Силенко писал, что семиты позаимствовали идею монотеизма у «ориан». Ещё за 3500 лет до вторжения персидского царя Дария на земле «Орианы» (Украины-Руси) уже существовали самостоятельные царства с городами и храмами, а Киев являлся древнейшим городом людей «белой расы». В 1-м тысячелетии до н. э. существовала «Украинская (Орианская) империя», которую не смогли покорить ни Дарий, ни Александр Македонский, ни римский император Траян. Летописное сказание о призвании варягов Силенко считал вымыслом христианских монахов.
Силенко утверждал, что Украина и украинцы (ориане) имели богатую дохристианскую «ведическую» культуру и историю. Однако вначале Византия, а затем Москва навязали Украине чуждое ей христианство и стремились закабалить украинский народ, превратить украинцев в духовных рабов. Погибли украинская дохристианская литература, мировоззрение, история, сам способ существования. Украинцы — непобедимые воины эпохи язычества, став христианами, стали терпеть поражения от врагов. Позднее Москва узурпировала украинское наследие, присвоив себе и имя Руси. Согласно Силенко, население московских территорий слагалось из прибывших с Украины колонистов и местных финских и тюркских обитателей. У Московской Руси, согласно Силенко, нет ни политических, ни моральных прав связывать себя с историей Украины (Руси). Московская Русь сложилась на основе татаро-монгольской орды, и русские Москвы являются «православными татарами». Силенко утверждал, что «украинцы (русичи) и москали (русские) — это две разные человеческие общности», но украинцам удалось сохранить свою расу в чистоте. Истинным народом может быть только такой, который имеет оригинальную культуру, духовность, историю. Христианство же, «основанное на кочевом иудаизме», якобы рассматривалось украинцами как «язычество». Еврейскому Богу, по мнению Силенко, должны поклоняться израильтяне, а богом «Руси (Украины)» является Дажбог. Иисус, по Силенко, — для украинцев чужак («еврейский раввин»), духовный лидер именно евреев.
Силенко призывал украинцев вернуться к исконной дохристианской вере. Лишь в этом он видел залог счастливого будущего Украины и украинцев, на это должна быть направлена Украинская духовная революция. Проповедь Силенко была обращена в первую очередь к рассеянным по всему миру украинским эмигрантам. Для исцеления их от «диаспорического синдрома» он рисовал картину славного исторического прошлого украинского народа и изобретал национальную религию с целью сплотить украинцев диаспоры и уберечь их от полной ассимиляции. Силенко, вслед за Шаяном, считал, что христианство, уравнивающее всех и якобы оттесняющее национальный фактор, размывает национальное единство и мешает концентрации национальной воли. Всё это лишало борьбу с могущественной Россией каких-либо шансов на успех. Для Силенко, как и для Шаяна, христианство ассоциировалось прежде всего с Россией. «Еврейский фактор» в их мировоззрении присутствовал, но, в сравнении с рядом других неоязычников, в слабом виде. Он лишь демонстрировал вторичный характер христианства, лишая его универсальной ценности.